# Tchan Tun
Tchan Tun (čínsky pchin-jinem Tán Dùn, znaky zjednodušené 谭盾, tradiční 譚盾; * 18. srpna 1957 v provincii Chu-nan) je čínský skladatel soudobé vážné hudby. Do veřejného povědomí se dostal nejvíce díky soundtrackům k filmům Tygr a drak a Hrdina.
Jeho opera První císař byla v roce 2008 v České republice k vidění v přenosu z New Yorku v rámci programu Met in HD. Jeho skladbu Skrytá země interpretoval Symfonický orchestr Českého rozhlasu na festivalu Hudební fórum Hradec Králové v roce 2006.